# Pickle Lake
Pickle Lake es un municipio canadiense situado en la provincia de Ontario.

## Superficie
Pickle Lake tiene una superficie de 247,21 km².

## Demografía
En 2021, tenía 398 habitantes, una densidad poblacional de 1,6 hab./km², y 221 viviendas.